# العلاقات الدنماركية الصينية
العلاقات الدنماركية الصينية هي العلاقات الثنائية التي تجمع بين الدنمارك والصين.

## مقارنة بين البلدين
هذه مقارنة عامة ومرجعية للدولتين:
| وجه المقارنة                                              | الدنمارك                                                     | الصين                    |
| --------------------------------------------------------- | ------------------------------------------------------------ | ------------------------ |
| المساحة (كم2)                                             | 42.92 ألف                                                    | 9.60 مليون               |
| عدد السكان (نسمة)                                         | 5.79 مليون                                                   | 1.33 مليار               |
| الكثافة السكانية (ن./كم²)                                 | 134.9                                                        | 138.54                   |
| العاصمة                                                   | كوبنهاغن                                                     | بكين                     |
| اللغة الرسمية                                             | اللغة الدنماركية                                             | اللغة الصينية القياسية   |
| العملة                                                    | كرونة دنماركية                                               | رنمينبي                  |
| الناتج المحلي الإجمالي (بليون دولار)                      | 324.87 مليار                                                 | 12.24 تريليون            |
| الناتج المحلي الإجمالي (تعادل القوة الشرائية) بليون دولار | 278.61 مليار                                                 | 19.82 تريليون            |
| الناتج المحلي الإجمالي الاسمي للفرد دولار أمريكي          | 51.99 ألف                                                    | 8.03 ألف                 |
| الناتج المحلي الإجمالي للفرد دولار أمريكي                 | 45.54 ألف                                                    | 13.21 ألف                |
| مؤشر التنمية البشرية                                      | 0.900                                                        | 0.728                    |
| رمز المكالمات الدولي                                      | +45                                                          | +86                      |
| رمز الإنترنت                                              | .dk                                                          | .cn، .中国 ‏، .中國 ‏      |
| المنطقة الزمنية                                           | توقيت وسط أوروبا، ت ع م+02:00، ت ع م+01:00، أوروبا/كوبنهاجن ‏ | توقيت الصين، ت ع م+08:00 |

## مدن متوأمة
في ما يلي قائمة باتفاقيات التوأمة بين مدن دنماركية وصينية:
- ترتبط Aalborg Municipality [الإنجليزية]‏ مع خفي باتفاقية توأمة منذ 1951.[14][15][16][17]
- ترتبط كوبنهاغن مع بكين باتفاقية توأمة.
- ترتبط إيسبيرغ مع سوجو باتفاقية توأمة.
- ترتبط إقليم ميديولند مع شانغهاي باتفاقية توأمة منذ 2003.
- ترتبط آلبورغ مع خفي باتفاقية توأمة منذ 1997.[14][15][18][16]
- ترتبط كولدنغ مع Wuqing, Tianjin [الإنجليزية]‏ باتفاقية توأمة منذ 17 أغسطس 2000.[19][20][21][19]
- ترتبط Kolding Municipality [الإنجليزية]‏ مع Wuqing, Tianjin [الإنجليزية]‏ باتفاقية توأمة منذ 1979.[19][20][21][19]
- ترتبط أودنسه مع شاوكسينج باتفاقية توأمة منذ 22 أبريل 1989.[22][22][22][22]
- ترتبط آرهوس مع هاربن باتفاقية توأمة منذ 1946.[23][23]

## منظمات دولية مشتركة
يشترك البلدان في عضوية مجموعة من المنظمات الدولية، منها:
| علم المنظمة | اسم المنظمة                               | تاريخ انضمام الدنمارك | تاريخ انضمام الصين |
| ----------- | ----------------------------------------- | --------------------- | ------------------ |
|             | وكالة ضمان الاستثمار متعدد الأطراف        | 12 أبريل 1988         | 30 أبريل 1988      |
|             | منظمة الشرطة الجنائية الدولية             | ?                     | ?                  |
|             | مجموعة الموردين النوويين                  | ?                     | ?                  |
|             | منظمة حظر الأسلحة الكيميائية              | ?                     | ?                  |
|             | منظمة التجارة العالمية                    | 1995                  | 11 ديسمبر 2001     |
|             | الفريق المعني برصد الأرض                  | ?                     | ?                  |
|             | الأمم المتحدة                             | 24 أكتوبر 1945        | 25 أكتوبر 1971     |
|             | مؤسسة التمويل الدولية                     | 20 يوليو 1956         | 15 يناير 1969      |
|             | يونسكو                                    | 4 نوفمبر 1946         | 4 نوفمبر 1946      |
|             | مؤسسة التنمية الدولية                     | 30 نوفمبر 1960        | 24 سبتمبر 1960     |
|             | بنك التنمية الآسيوي                       | 1966                  | 1986               |
|             | الاتحاد الدولي للاتصالات                  | 1866                  | 1 سبتمبر 1920      |
|             | البنك الإفريقي للتنمية                    | ?                     | ?                  |
|             | البنك الدولي للإنشاء والتعمير             | 30 نوفمبر 1960        | 27 ديسمبر 1945     |
|             | المركز الدولي لتسوية المنازعات الاستشارية | 24 مايو 1968          | 6 فبراير 1993      |
|             | الاتحاد البريدي العالمي                   | ?                     | ?                  |

## وصلات خارجية
- موقع وزارة الخارجية الدنماركية
- موقع وزارة الخارجية الصينية